# Boaz Myhill
Glyn Oliver Myhill (Modesto (California), Estados Unidos, 9 de noviembre de 1982) es un exfutbolista galés que jugaba de portero.
Antes de haber elegido Gales como su selección nacional, podría haber jugado para Inglaterra o los Estados Unidos. Su primer equipo fue el Aston Villa. En 2003 fichó por el Hull City, un equipo de la cuarta división inglesa, para que pudiera jugar más frecuentemente. Myhill inició 2011 en un nuevo club de Inglaterra, el West Bromwich Albion.
En mayo de 2019, el West Bromwich Albion anunció que no renovaría su contrato y en septiembre de ese mismo año hizo oficial su incorporación al cuerpo técnico, poniendo así punto final a su carrera como futbolista.

## Selección nacional
Fue internacional con la selección de fútbol de Gales en 19 ocasiones.

## Clubes
| Club                       | País       | Año       |
| -------------------------- | ---------- | --------- |
| Aston Villa                | Inglaterra | 2000-2003 |
| Stoke City (cedido)        | Inglaterra | 2002      |
| Bristol City (cedido)      | Inglaterra | 2002      |
| Bradford City (cedido)     | Inglaterra | 2002      |
| Macclesfield Town (cedido) | Inglaterra | 2003      |
| Stockport County (cedido)  | Inglaterra | 2003      |
| Hull City                  | Inglaterra | 2004-2010 |
| West Bromwich Albion       | Inglaterra | 2010-2019 |
| Birmingham City (cedido)   | Inglaterra | 2011-2012 |